# حقل متجهات

جزء من حقل متجهات يمثل (sin y, sin x)

حقل المتجهات هو مفهوم يربط كل نقطة من الفضاء الإقليدي بمتجهة. على سبيل المثال من الممكن تصور حقل المتجهات في المستوى على أنه مجموعة أسهم لها حجم وتوجه معين كل منها مرتبط بنقطة في المستوي. غالباً ما تستخدم حقول المتجهات كنماذج، على سبيل المثال لتمثيل سرعة واتجاه سائل يتحرك في جميع أنحاء الفضاء، أو قوة واتجاه بعض القوى، مثل القوى المغناطيسية أو الجاذبية وذلك لأنه يتغير من نقطة لأخرى.